# St. Gangolf (Münchenlohra)

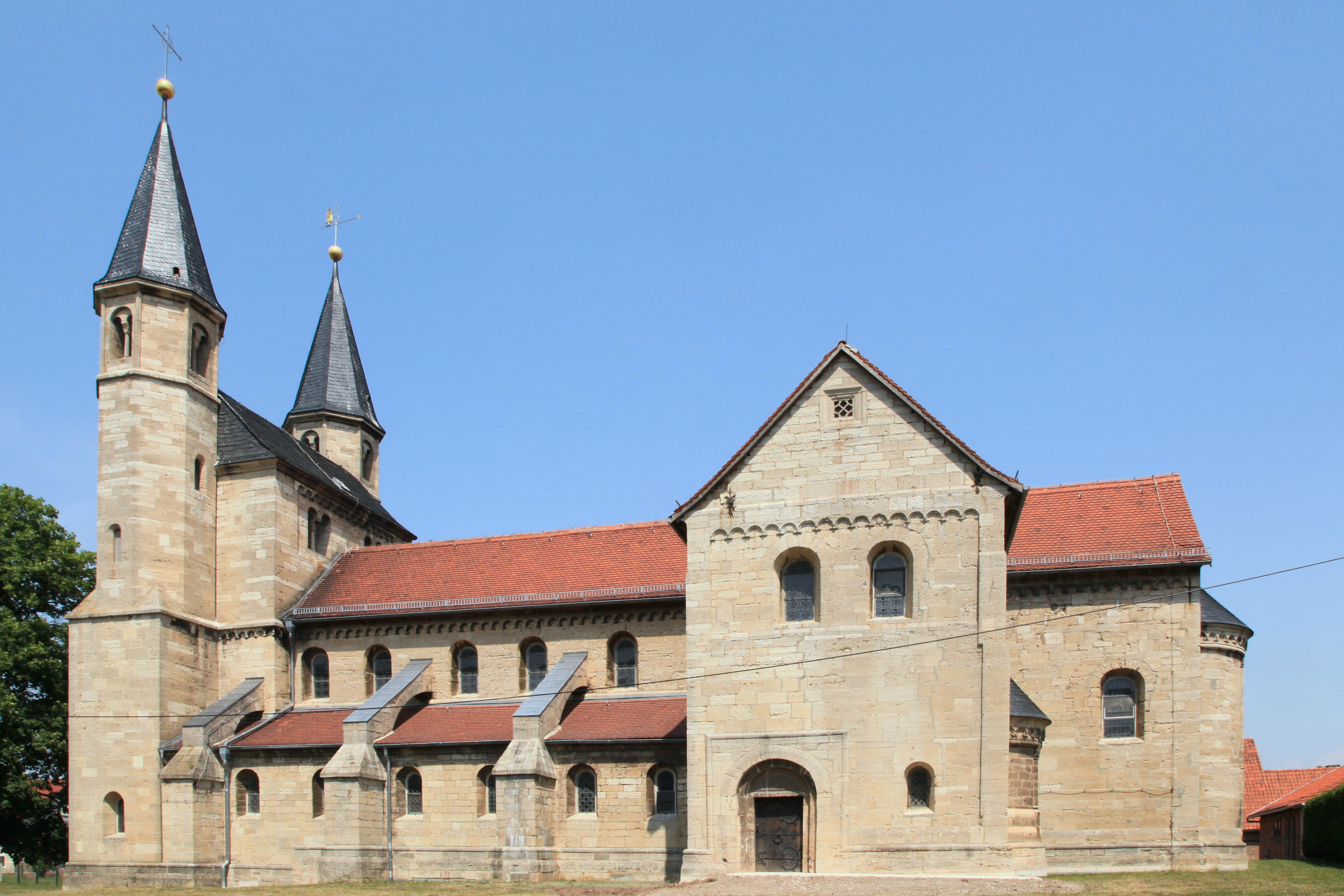
Ansicht der Kirche von Südosten

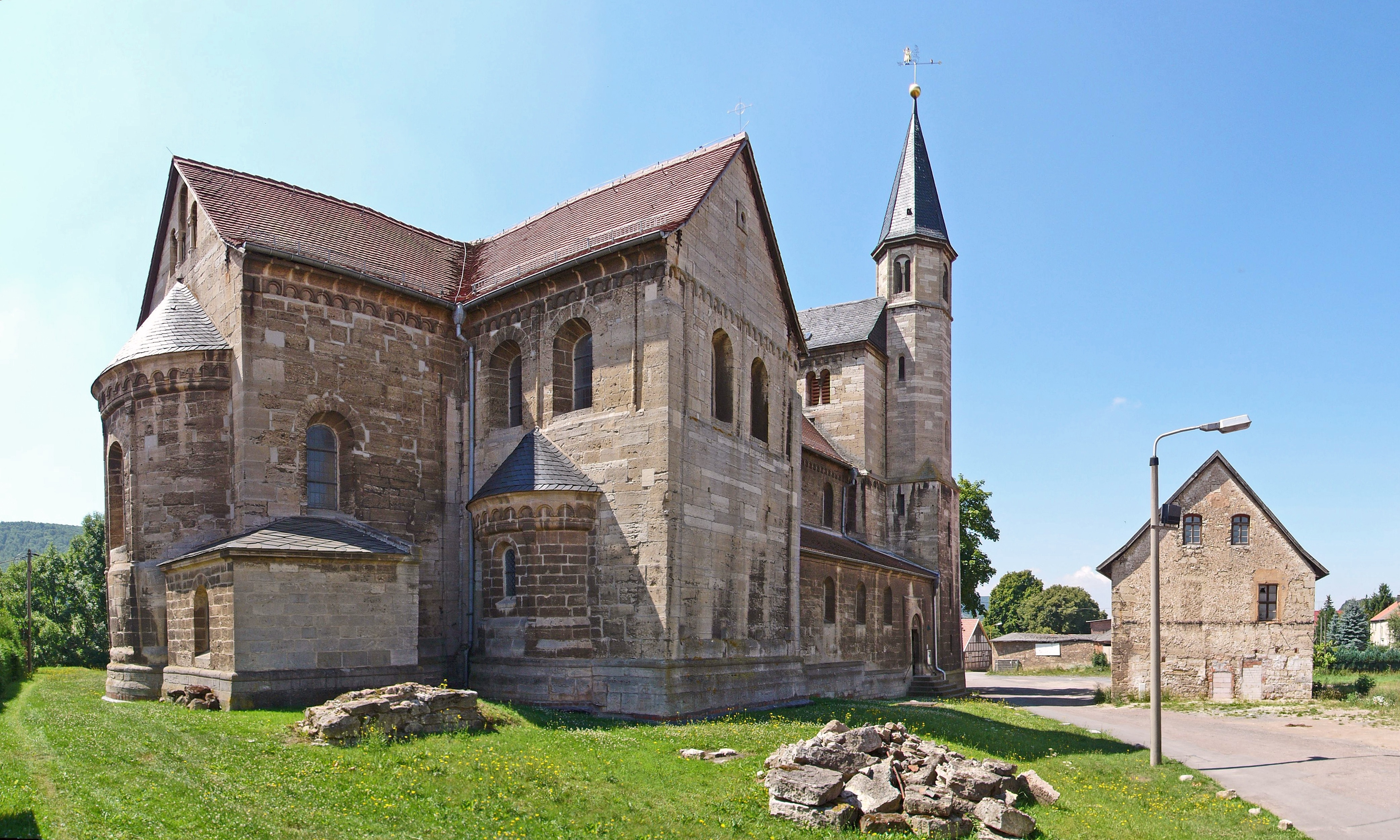
Ansicht von Nordosten mit Gutshaus

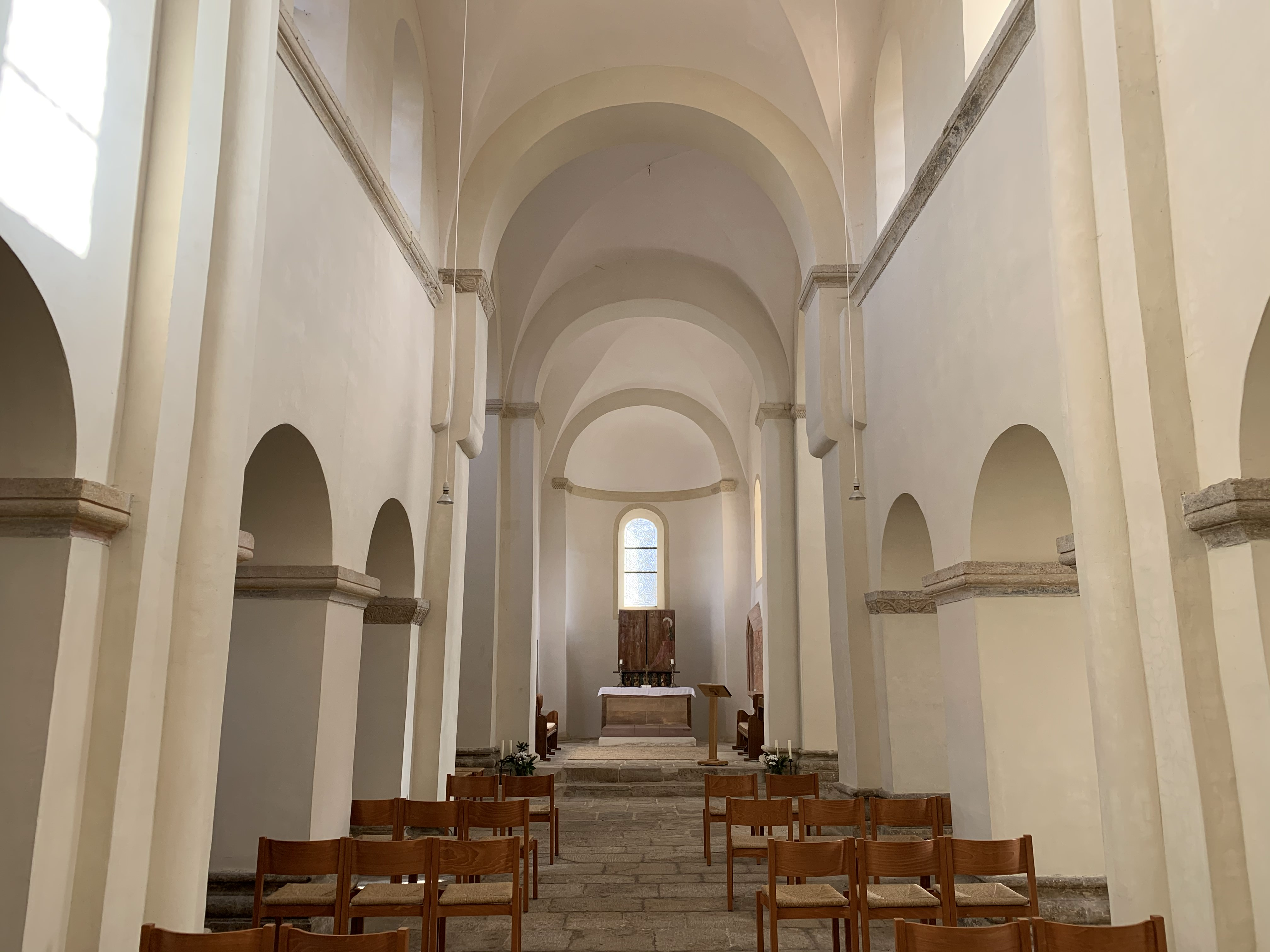
Innenansicht

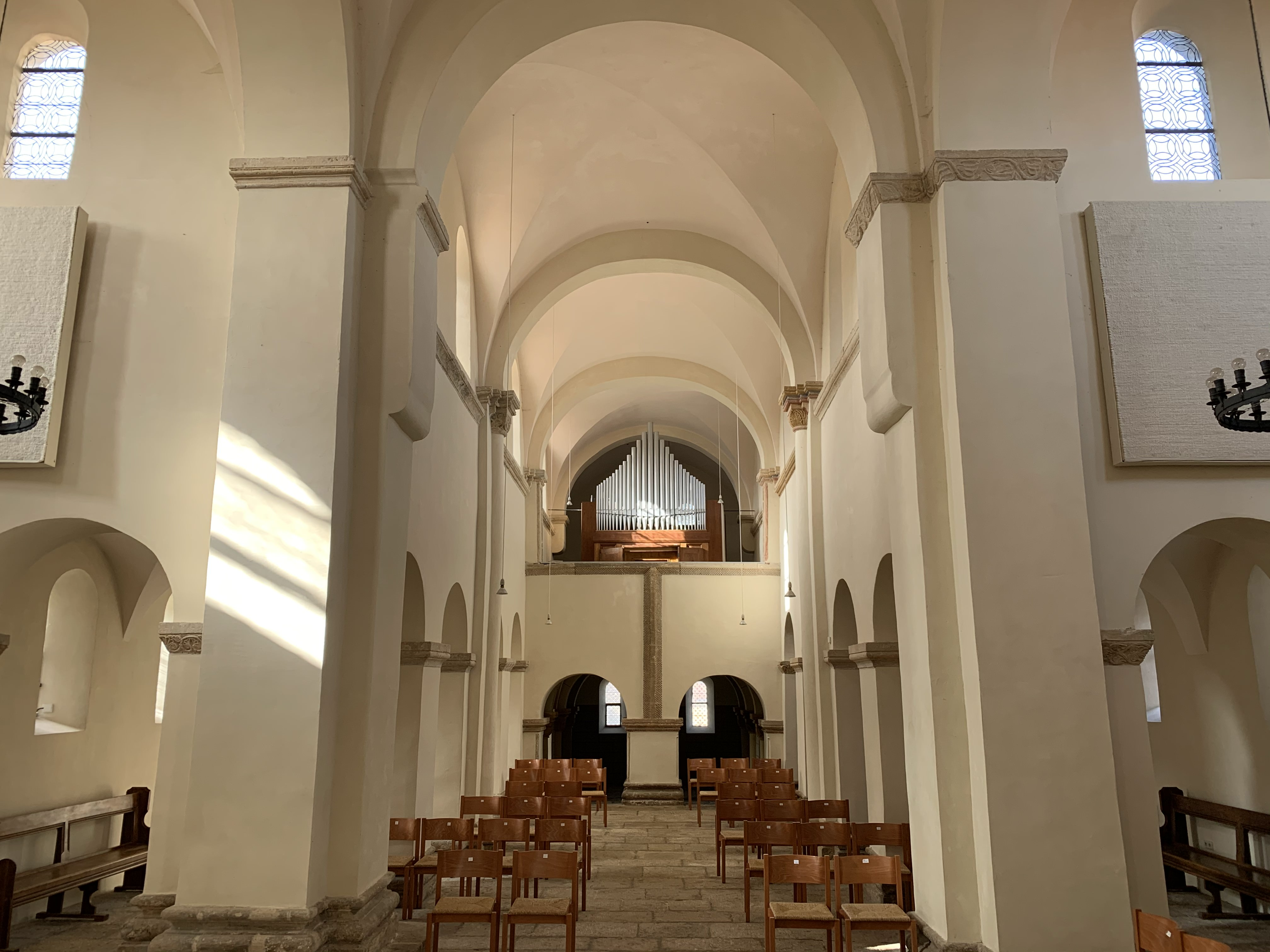
Innenraum Richtung Westen

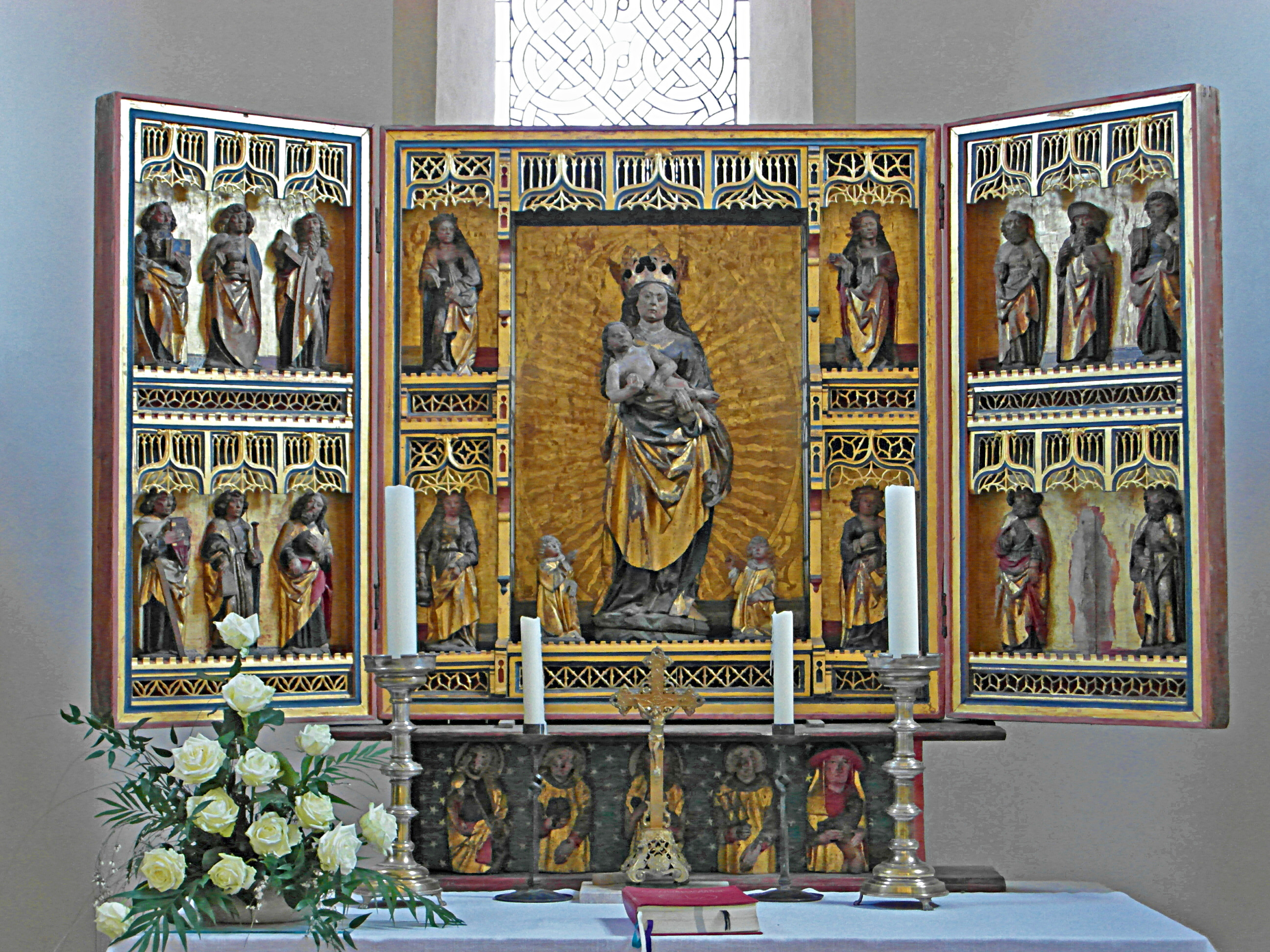
Marienaltar

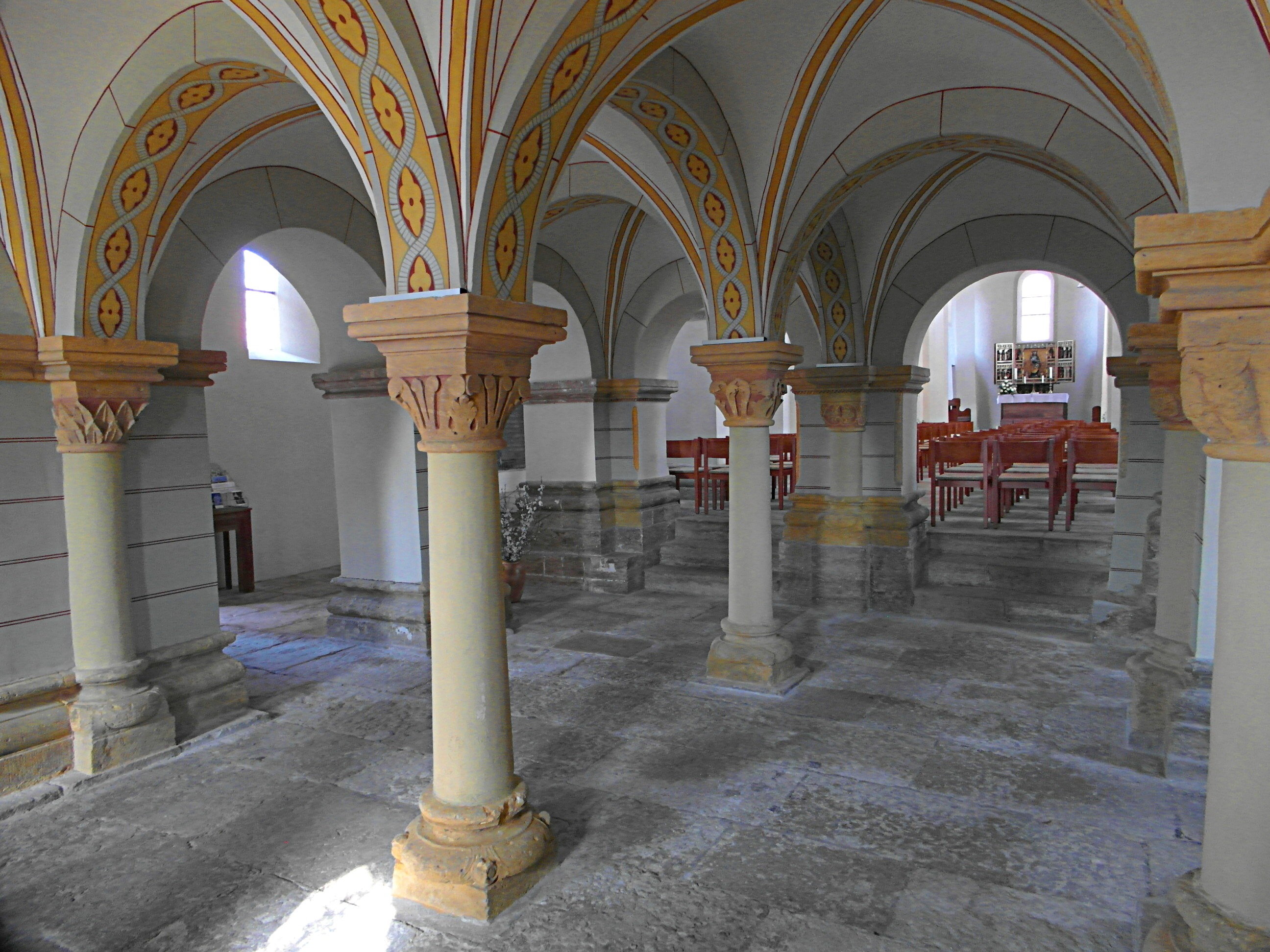
Romanische Vorhalle

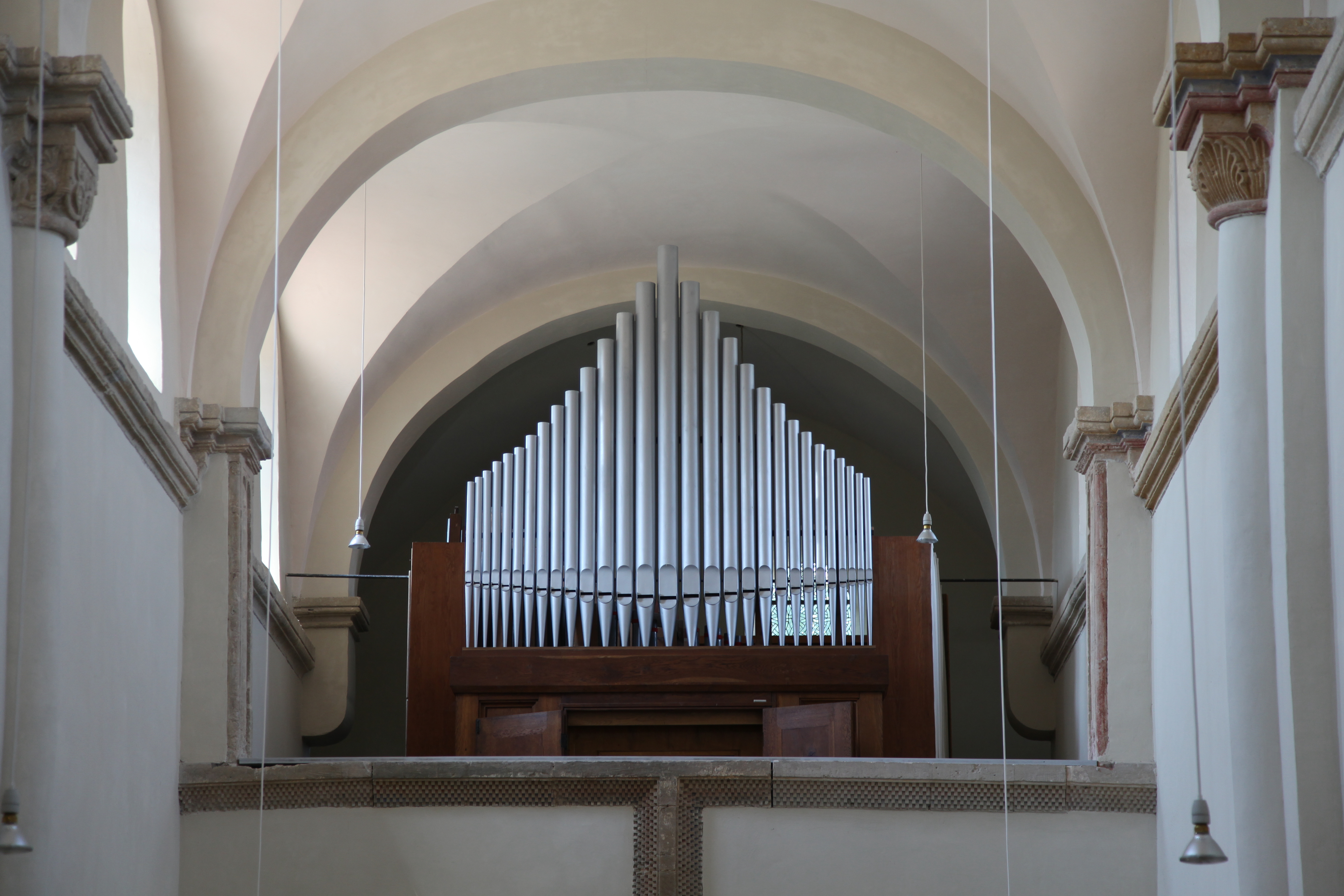
Orgelprospekt

Die Basilika St. Gangolf in Münchenlohra (Gemeinde Großlohra, Landkreis Nordhausen) ist eine romanische Klosterkirche im Norden Thüringens.

## Geschichte
Das Kloster Lohra wurde um 1170 von den Grafen von Lohra, deren Sitz sich auf der nahen Burg Lohra befand, gegründet und nach dem hl. Gangolf benannt. Es beherbergte Benediktinerinnen und Augustinerchorfrauen. Um 1170 entstand auch die romanische Klosterkirche. Nach der Reformation wurde das Kloster 1546 säkularisiert, weshalb die Anlagen und auch die Kirche langsam verfielen. 1590 kaufte die Familie von Gladebeck aus der Nähe von Northeim das ehemalige Kloster. In dieser Zeit ließ man die meisten Nebengebäude abreißen, einzig die Kirche wurde zunächst erhalten und 1666 durch Bodo von Gladebeck (1620–1681) saniert. Nachdem die Familie von Gladebeck 1701 ausstarb, wurde das Klostergut Staatsdomäne und gehörte ab 1815 dem preußischen Staat. 1732 wurde ein Turm der Kirche abgerissen, wenig später der zweite sowie die Westapsis, die Seitenschiffe und die Nebenapsiden. Im verbliebenen Teil, dem Hauptschiff mit seinen Kreuzarmen, richtete man eine Dorfkirche für Münchenlohra ein. Auf der Außenseite wurden Schuppen und Scheunen angebaut.
1845 reiste der preußische Generalkonservator Ferdinand von Quast nach Münchenlohra und regte an, die Kirche wieder so aufzubauen, wie sie vor dem Abriss bestand. Dies führte Architekt Carl Schäfer von 1882 bis 1885 durch. Der Wiederaufbau fand dabei unter dem Gesichtspunkt statt, sich möglichst eng an das historische Original zu halten. Von 1951 bis 1957 wurde die Kirche nochmals umfassend saniert. Ein besonderes Problem stellten hierbei die Fundamentsetzungen auf dem verkarsteten Untergrund dar. Gelöst wurde dies erst 1994 durch das Anbringen von Stahlankern und eine Neufundamentierung der Kirche.

## Ausstattung
St. Gangolf ist seit der Rekonstruktion wieder eine dreischiffige Basilika auf Kreuzgrundriss mit einem doppeltürmigen Westwerk. Der Chor und die beiden Querhausarme schließen mit Apsiden. Unter dem Westwerk befindet sich eine zweischiffige romanische Vorhalle mit drei freistehenden Säulen und teilweise bemaltem Kreuzgratgewölbe.
In der Hauptapsis der Kirche befindet sich der gotische Marienaltar. Er entstand zwischen 1510 und 1515 und stammt ursprünglich aus der Kirche von Karritz in der Altmark und kam 1957 nach Münchenlohra. Vorher war er im Stendaler Dom aufgestellt.
Der Taufstein stammt aus dem 15. Jahrhundert.

## Orgel
Die Orgel wurde 1853 gebaut und stammt aus der Werkstatt des Orgelbauers Gottlieb Knauf aus Bleicherode.
| I Hauptwerk C– |                 |    |
| 1.             | Prinzipal       | 8′ |
| 2.             | Gemshorn        | 4′ |
| 3.             | Oktave          | 4′ |
| 4.             | Mixtur IV       |    |
| 5.             | Rohrflöte       | 8′ |
| 6.             | Sesquialtera II |    |
| 7.             | Octave          | 2′ |

| Pedal C– |          |     |
| 8.       | Baßflöte | 4′  |
| 9.       | Oktavbaß | 8′  |
| 10.      | Subbaß   | 16′ |

- Koppeln: I/P

## Glocken
Vom Geläut aus der Blütezeit des Klosters ist nichts mehr erhalten. Gegenwärtig (Stand: Juli 2018) hat die Kirche im Westbau zwischen den Türmen zwei Glocken: Die kleine Glocke mit dem Schlagton b wurde 1894 von der Gießerei Peter Schilling in Apolda gegossen. Die große Glocke mit dem Schlagton g trägt den Namen Maria und stammt aus der 1944 zerstörten Kirche von Großkayna. Sie wurde 1316 gegossen und hat etwa 700 kg Gewicht, sie läutet seit 1950 in Münchenlohra.

## Nutzung
Ende des Jahres 2009 konnte das Kirchspiel Großlohra-Friedrichsrode das ehemalige Klostergelände rund um die Basilika und damit die beiden dort stehenden Gebäude erwerben. Der Idee zur Wiederbelebung des Klostergeländes und der Restaurierung der Basilika folgte die Gründung des Fördervereins Kloster Münchenlohra. Gleichgesinnte, die gemeinsam mit der Kirchengemeinde an dem Projekt arbeiten wollen, treffen sich seitdem zu Klosterbautagen.
Ihr Ziel ist der Ausbau des Geländes zu einem Zentrum des christlichen Lebens und zu einem kulturellen Anziehungspunkt.
Zu Ostern 2010 trafen sich die Gottesdienstbesucher in der neu entstandenen Klosterstube erstmals zum gemeinsamen Frühstück. Der Förderverein folgt einem Drei-Stufen-Plan, den die einstige Studentin der Weimarer Bauhausuniversität, Eva Westphal, entwickelt hat. Geplant ist, das ehemalige Inspektorenhaus und heutige Gästehaus so auszubauen, dass es der Gemeinde zusätzlichen Raum bietet. Stufe zwei soll sein, eine Pilgerherberge zu betreiben. Die dritte Stufe ist der Ausbau der Remise.
Die Kirchgemeinde feiert an manchen Samstagen die Vesper nach altkirchlichem Ritus. Konzerte in der warmen Jahreszeit und Festgottesdienste zu Osternacht, Himmelfahrt und Reformationstag finden regelmäßig statt.